# Parafia bł. Władysława z Gielniowa w Gielniowie
Parafia bł. Władysława z Gielniowa w Gielniowie – jedna z 11 parafii rzymskokatolickich dekanatu drzewickiego diecezji radomskiej.

## Historia
Parafia została erygowana w 1445 roku. Obecny kościół murowany wzniesiony został w latach 1861–1866. Kościół jest trzynawowy, otynkowany. W parafii znajdują się dwa kościoły filialne, w Rożku – pw. Nawiedzenia NMP i w Mechlinie – pw. NMP Królowej Polski.

## Zasięg parafii
Do parafii należą wierni z miejscowości: Bochenka, Brzezinki, Drynia, Gałki, Gielniów, Góźdź, Huta, Kluczowa (cz. Zielonki), Kotfin, Lelitek, Mechlin, Puszcza, Rozwady, Rożek (cz. Glińca), Snarki, Wywóz.

## Proboszczowie
- 1945–1951 – ks. Leon Buczarski
- 1951 -1967 - ks.Antoni Adamski
- 1967–1976 – ks. Stanisław Słyk
- 1976–1978 – ks. Zygmunt Wroński
- 1978–1981 – ks. Józef Smulczyński
- 1981–1994 – ks. Piotr Karbowiak
- 1994–2016 – ks. kan. Kazimierz Okrutny
- od 2016 – ks. kan. Wiesław Zawada